# یوریهاما، توتوری
یوریهاما، توتوری (به لاتین: Yurihama, Tottori) یک منطقهٔ مسکونی در ژاپن است که در استان توتوری واقع شده‌است. یوریهاما ۱۶٬۴۳۷ نفر جمعیت دارد.